# Bundesverband für freie Kammern
Der Bundesverband für freie Kammern e.V. (BffK, eigene Schreibweise bffk) ist eine bundesweite Organisation von Zugehörigen der Industrie- und Handelskammern (IHK) sowie der Handwerkskammern (HWK). Der BffK fordert Änderungen der Gesetze zur Regelung des Rechts dieser Kammern. Sitz ist Berlin, die Geschäftsstelle befindet sich in Kassel. Der Bffk unterstützt die IHK-Rebellen. Der BffK hatte 2020 1300 Mitglieder.

## Geschichte
Im November 1995 bildete sich eine Interessengemeinschaft. Das führte am 14. März 1996 zur Gründung als eingetragener Verein unter dem Namen „IHK Verweigerer e.V.“. Zu den Initiatoren gehörte der Kaufmann und Abgeordnete im Landtag von Schleswig-Holstein, Helmut Plüschau. Am 1. Januar 2009 benannte sich der stark gewachsene Verein in „Bundesverband für freie Kammern e.V.“ um. Seit 1. August 2009 gibt es mit Kai Boeddinghaus den ersten hauptamtlichen Bundesgeschäftsführer des Bundesverbandes.

## Organisation
Im November 2024 wurde Peter Schweizer zum neuen Vorsitzenden gewählt. Der IT-Unternehmer ist Mitglied der IHK-Rebellen (Kaktusinititive) und war zuvor lange Zeit gewählt in die Vollversammlung der IHK Region Stuttgart. Der Bundesgeschäftsführer Kai Boeddinghaus ist Mitglied in der Vollversammlung der IHK Kassel-Marburg. Er kandidierte in Kassel mehrfach (2004, 2009 und 2014) erfolglos bei der Wahl zum Kammerpräsidenten Stuttgart, Mehr als 50 Mitglieder vertreten bundesweit die Ziele des BffK in Voll- und Bezirksversammlungen von über 20 verschiedenen Kammern, die meisten in Stuttgart und Kassel. Es gibt bundesweit mehr als 1300 direkte Mitglieder (Stand 2021) und 500 Mitglieder der Unterverbände aus allen 79 IHK- und 53 HWK-Bezirken.

## Ziele
Wegen der heterogenen Beweggründe der Mitglieder formuliert der Verband die Ziele in wenigen Kernpunkten. Die Ziele sind Gesetzesänderungen, mit der Folge, dass
1. die Pflichtmitgliedschaft endet und damit die Zugehörigkeit zu Kammern frei ist,
2. die Tätigkeiten der Kammern auf rein hoheitliche Aufgaben reduziert werden,
3. die Wahlen demokratischen Ansprüchen genügen,
4. man die Anzahl der Kammern reduziert und
5. die Beiträge geringer werden.

## Aktivitäten
Seit dem Jahr 2012 gibt der Verband jährlich einen Kammerbericht heraus. Dazu gibt er in unregelmäßigen Abständen den Rundbrief „Der Kammerjäger“ heraus und leistet bundesweit Pressearbeit. Der Verband hat seine Mitglieder in zahlreichen Gerichtsverfahren mit Grundsatzentscheidungen bis zum Bundesverwaltungsgericht erfolgreich unterstützt. Bereits im Jahr 2010 erstritt bffk-Geschäftsführer Kai Boeddinghaus eine Entscheidung zur Unzulässigkeit der Öffentlichkeitsarbeit im Zusammenhang mit der „Limburger Erklärung“ der hessischen Industrie- und Handelskammern. Auf dieses Urteil baute ein weiteres Urteil des Bundesverwaltungsgerichtes aus dem Oktober 2020 auf, dass die IHK Nord Westfalen (Münster) zum Austritt aus dem IHK-Dachverband DIHK verpflichtete. In der Folge erklärte der DIHK, seine gesamte Öffentlichkeitsarbeit bis auf weiteres einzustellen.
Der BffK hat einen Gesetzentwurf zum Recht der Kammern erarbeitet und eine EU-Beschwerde eingereicht. Ferner ist eine Petition an das Europäische Parlament gerichtet worden, die im April 2015 an die Peitionsausschüsse des österreichischen Nationalrats und des deutschen Bundestags überwiesen wurden.
Der Bundesverband unterstützt seine Mitglieder in
- Fragen von Beitragsbescheiden gegenüber IHKs oder HWKs,
- Formulierung von Widersprüchen,
- Auseinandersetzungen mit einer Kammer,
- Mediationsverfahren mit einer Kammer,
- bei regionalen Aktionen und
- Unterstützung der Kaktusinitiative.[21]